# Himalájai mormota
A himalájai mormota (Marmota himalayana) a mókusfélék közé tartozó mormoták (Marmota) Ázsia hegyvidékein élő faja.

## Előfordulása
A Himalájában élő állatfaj.

## Alfajai
- Marmota himalayana himalayana Hodgson, 1841
- Marmota himalayana robusta Milne-Edwards, 1872

## Megjelenése
Akkora, mint egy jól megtermett házi macska. Szőrzete sötét csokoládébarna, sárga foltokkal, pofája gesztenyebarna.

## Életmódja
Tápláléka füvek és virágzó növények. Kolóniákban él, csakúgy, mint a többi mormotafaj.

## Képek

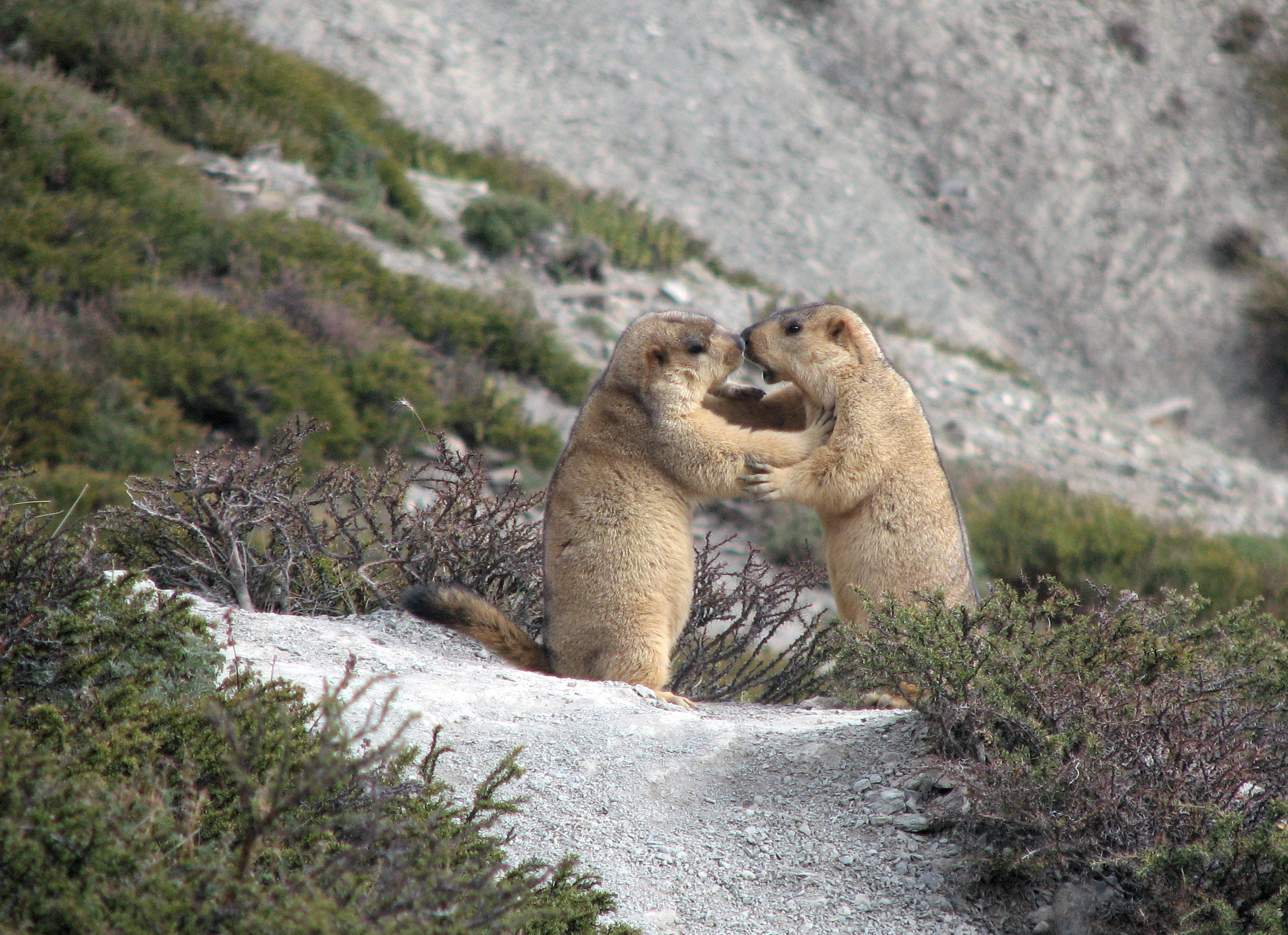
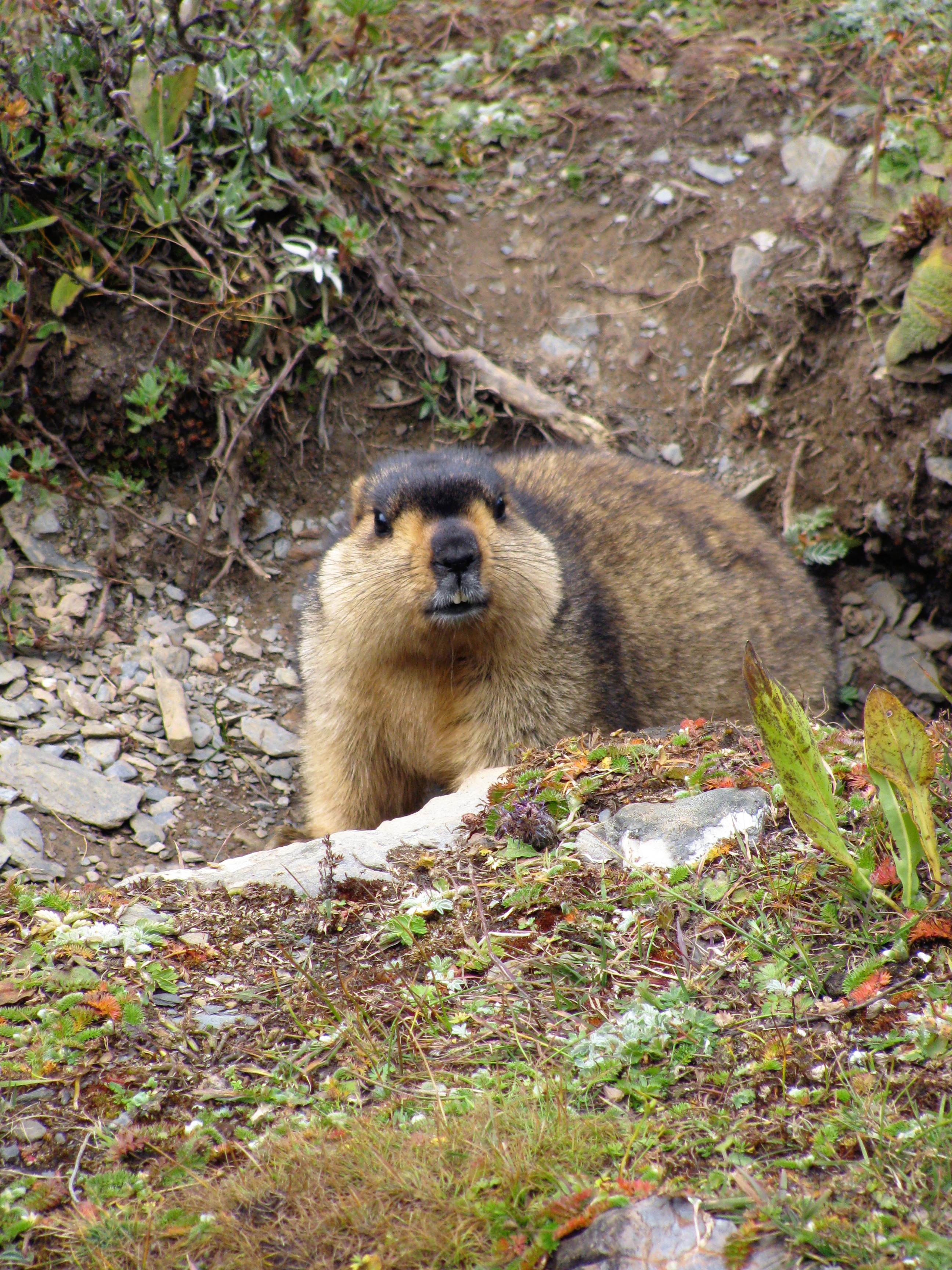